# 長谷川逸子
長谷川 逸子（はせがわ いつこ、1941年12月1日 - ）は日本の建築家。菊竹清訓事務所出身。静岡県焼津市出身。関東学院大学工学部建築学科卒業。東京工業大学研究生を経て、1979年長谷川逸子・建築計画工房設立。関東学院大学客員教授。

## 概要
伊東豊雄とともに「野武士」世代と伝えられている（槇文彦が命名）。1984年竣工の眉山ホールでの日本建築学会賞作品賞受賞や1986年に槇文彦や磯崎新らが審査員を務めた湘南台文化センターの公開コンペで最優秀賞を受賞し一躍注目を浴びる。トウキョウ建築コレクション2020審査員長などを歴任。

## 来歴・人物
1941年（昭和16年）、静岡県焼津町に生まれる。父親は、逸子の祖父が創業したいくつもの会社を継ぎ、練炭工場や鉄工所など複数の事業を営んでいた。
1954年、焼津市内の小学校卒業後、静岡市にある私立女子校の静岡精華学園に入学した。生まれてすぐ肺炎にかかるなど、体が弱いことを心配した母のすすめで軟式テニス部に所属した。
父親の鉄工所は造船も手がけており、その影響で船の設計が学べる造船学科への進学を考えたが、問い合わせをした際に「女子は募集していない」と言われて断念した。その後姉のすすめで設計図が書ける職業を調べ、建築家を志した。しかし、当時は工学部に女性は行っていけないと考える人も多かった。教師との考えのずれから進路が決まらぬまま高校3年の時に登校拒否をし国立大学の願書の締切が過ぎてしまったが、その後関東学院大学の建築学科を受験した。

### 大学入学から独立まで
1960年4月、関東学院大学工学部建築学科入学。構造学を学び松井源吾に師事する。大学2年次に作成した模型が縁で菊竹清訓事務所でアルバイトをしており、大学4年次に行った「浅川テラスハウス」の実施設計を行ったことで意匠に目覚め、建築をやろうと決めたと述べている。大学卒業後、菊竹清訓事務所に就職し、1968年12月まで所属していた。
1969年（昭和44年）4月、雑誌で篠原一男の「白の家」を見たことがきっかけに、小さな規模の建築を作りたいと、東京工業大学の篠原一男研究室に研究生として所属する。同年、一級建築士の免許を取得。
篠原研究室に在籍中に住宅設計の手伝いをする傍ら、知人から注文を受け個人としても設計を行っていた。初めて設計を行ったのは、1972年に完成した焼津の家である。その後事務所を設立し独立するまでに６軒の住宅を設計した。
1979年、38歳のときに自由が丘に「長谷川逸子・建築計画工房」を設立した。

### 事務所設立以降
1986年、湘南台文化センターの建築コンペで、215倍の競争に勝ち最優秀賞となる。日本で初めて、大規模な公共建築に女性の設計が採用された。設計にあたっては、反対意見もあったが、市民と意見交換を行う会合を40回以上行った。完成後、この対話を経てコンペ時よりも柔らかくて元気な建築になった、と述べている。1990年、湘南台文化センターのプログラムについてエイボン芸術賞を受賞した。以降、新潟市民芸術文化会館など、公共建築を手がけていく。
2005年、男女共同参画づくり功労者内閣総理大臣表彰。
オフィスとして使用していたBYハウスはリフォームし、2016年よりgallery IHAとして使用している。2017年5月からはギャラリーを活用した取り組みを行うNPO「建築とアートの道場」代表を務めている。
2018年、ロイヤル・アカデミー・オブ・アーツによる、第1回ロイヤル・アカデミー建築賞を受賞。

## 主な作品

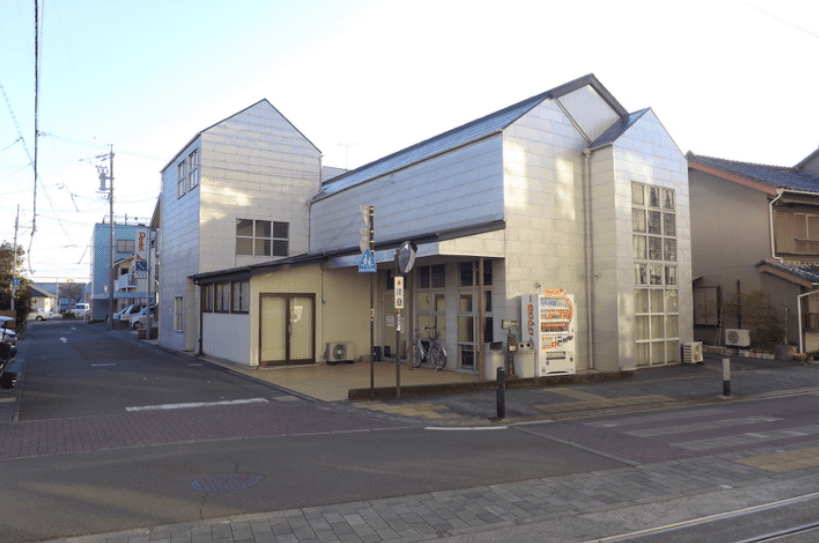
焼津の文房具屋

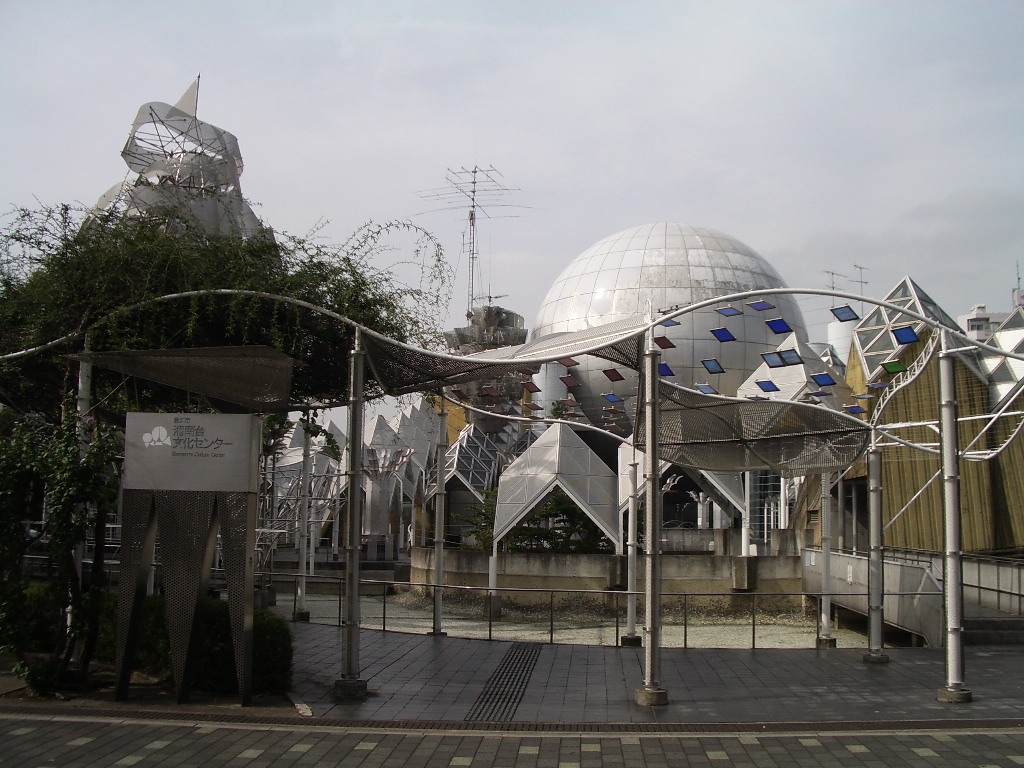
湘南台文化センター

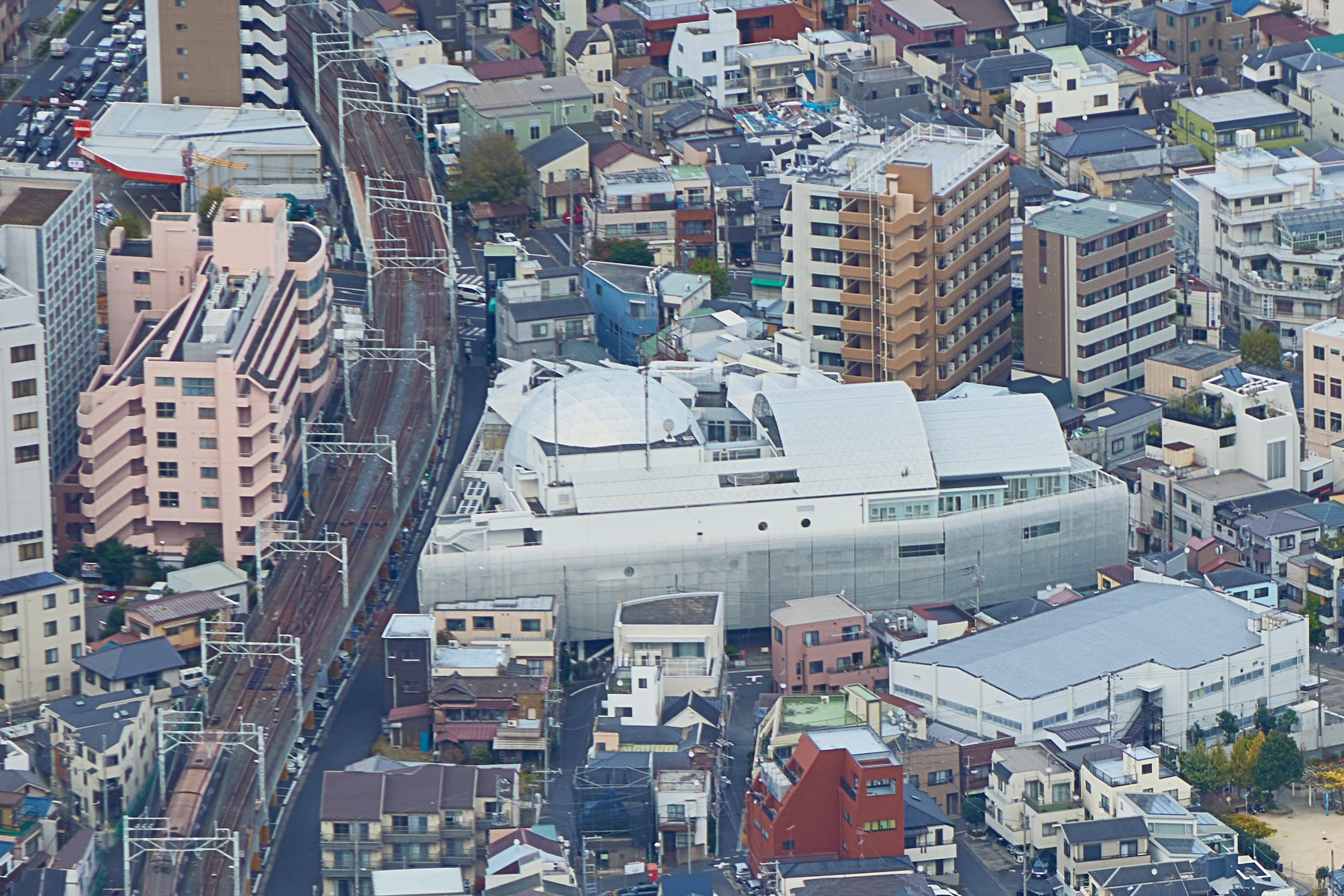
すみだ生涯学習センター（ユートリヤ）

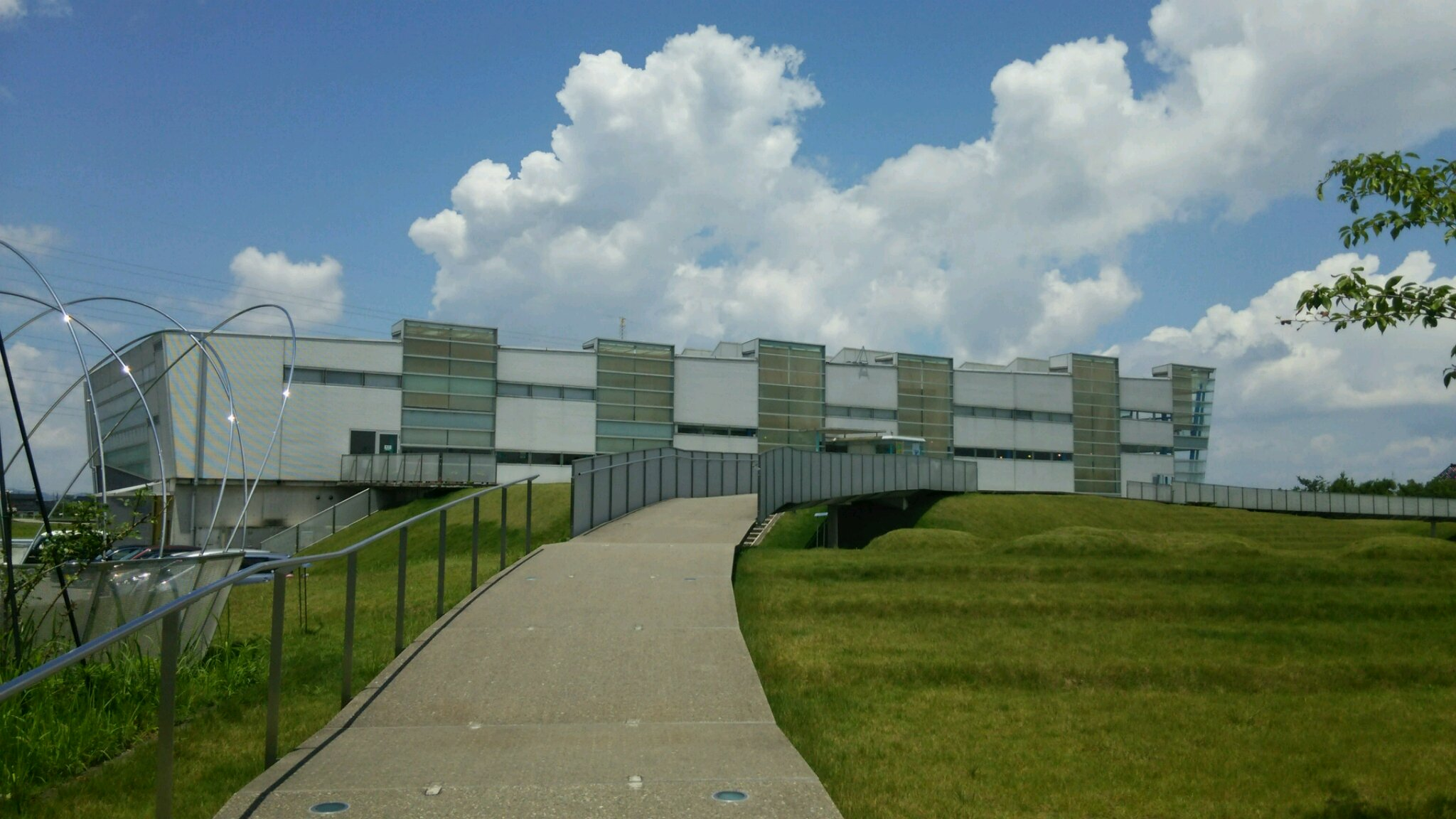
大島町絵本館

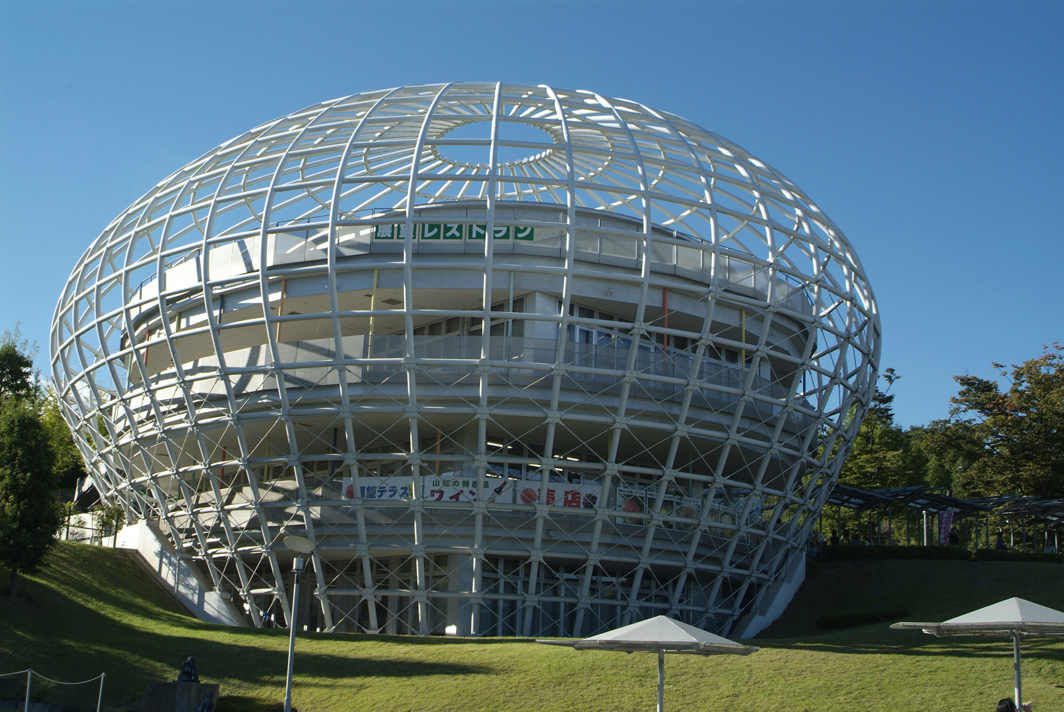
山梨フルーツミュージアム

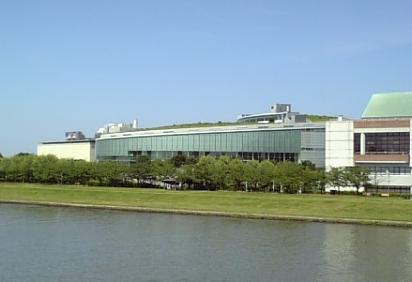
新潟市民芸術文化会館（りゅーとぴあ）

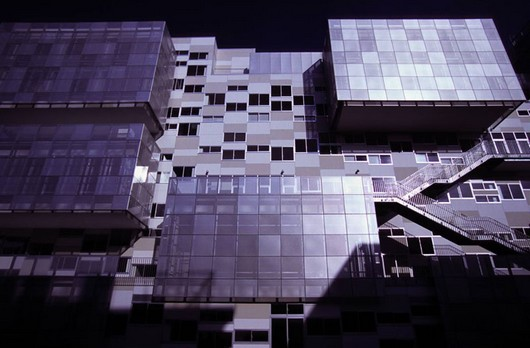
静岡大成中学校・高等学校

| 名称                                                    | 年     | 所在地         | 備考                                                                |
| ------------------------------------------------------- | ------ | -------------- | ------------------------------------------------------------------- |
| 焼津の住宅1                                             | 1972年 | 静岡県焼津市   |                                                                     |
| 鴨居の住宅                                              | 1975年 | 神奈川県       |                                                                     |
| 緑が丘の住宅                                            | 1975年 | 東京都目黒区   |                                                                     |
| 柿生の住宅                                              | 1977年 | 神奈川県       |                                                                     |
| 焼津の住宅2                                             | 1977年 | 静岡県焼津市   |                                                                     |
| 焼津の文房具屋                                          | 1978年 | 静岡県焼津市   |                                                                     |
| 徳丸小児科                                              | 1979年 | 愛媛県         |                                                                     |
| 桑原の住宅                                              | 1980年 | 愛媛県松山市   | 2007年JIA25年賞                                                     |
| 眉山ホール                                              | 1984年 | 静岡県静岡市   | 1985年度日本建築学会賞作品賞、現存せず                              |
| 湘南台文化センター                                      | 1989年 | 神奈川県藤沢市 | 公開コンペ最優秀賞、1992年BCS賞                                     |
| すみだ生涯学習センター（ユートリヤ）                    | 1994年 | 東京都墨田区   | 招待コンペ最優秀賞、1995年JSCA賞佳作賞                              |
| 大島町絵本館（現 射水市大島絵本館）＋絵本ふれあいパーク | 1994年 | 富山県         | 公共建築賞                                                          |
| 氷見市立仏生寺小学校                                    | 1994年 | 富山県氷見市   | 学校建築賞                                                          |
| 山梨フルーツミュージアム                                | 1995年 | 山梨県         |                                                                     |
| 氷見市立海峰小学校                                      | 1996年 | 富山県氷見市   |                                                                     |
| フットワークコンピューターセンター                      | 1997年 | 兵庫県加東郡   |                                                                     |
| ミウラート・ヴィレッジ                                  | 1997年 | 愛媛県松山市   |                                                                     |
| 滑川アパートメント                                      | 1998年 | 茨城県         |                                                                     |
| 新潟市民芸術文化会館（りゅーとぴあ）                    | 1998年 | 新潟県新潟市   | 公開コンペ最優秀賞、日本芸術院賞、2001年BCS賞、全日本建設技術協会賞 |
| ふれあいエスプ塩竈                                      | 1999年 | 宮城県塩竈市   |                                                                     |
| 袋井市月見の里学遊館                                    | 2001年 | 静岡県袋井市   |                                                                     |
| Y・Sハウス                                              | 2002年 |                |                                                                     |
| SNハウス                                                | 2003年 |                |                                                                     |
| 本陣市営住宅・太田行政センター                          | 2005年 | 群馬県太田市   |                                                                     |
| 静岡大成中学校・高等学校                                | 2005年 | 静岡県静岡市   | 長谷川逸子の出身校でもある                                          |
| 珠洲市多目的ホール（ラポルトすず）                      | 2006年 | 石川県珠洲市   | 2008年BCS賞                                                         |
| NISHIMAGOME TERRACE COURT                               | 2013年 | 東京都         |                                                                     |

## 著作

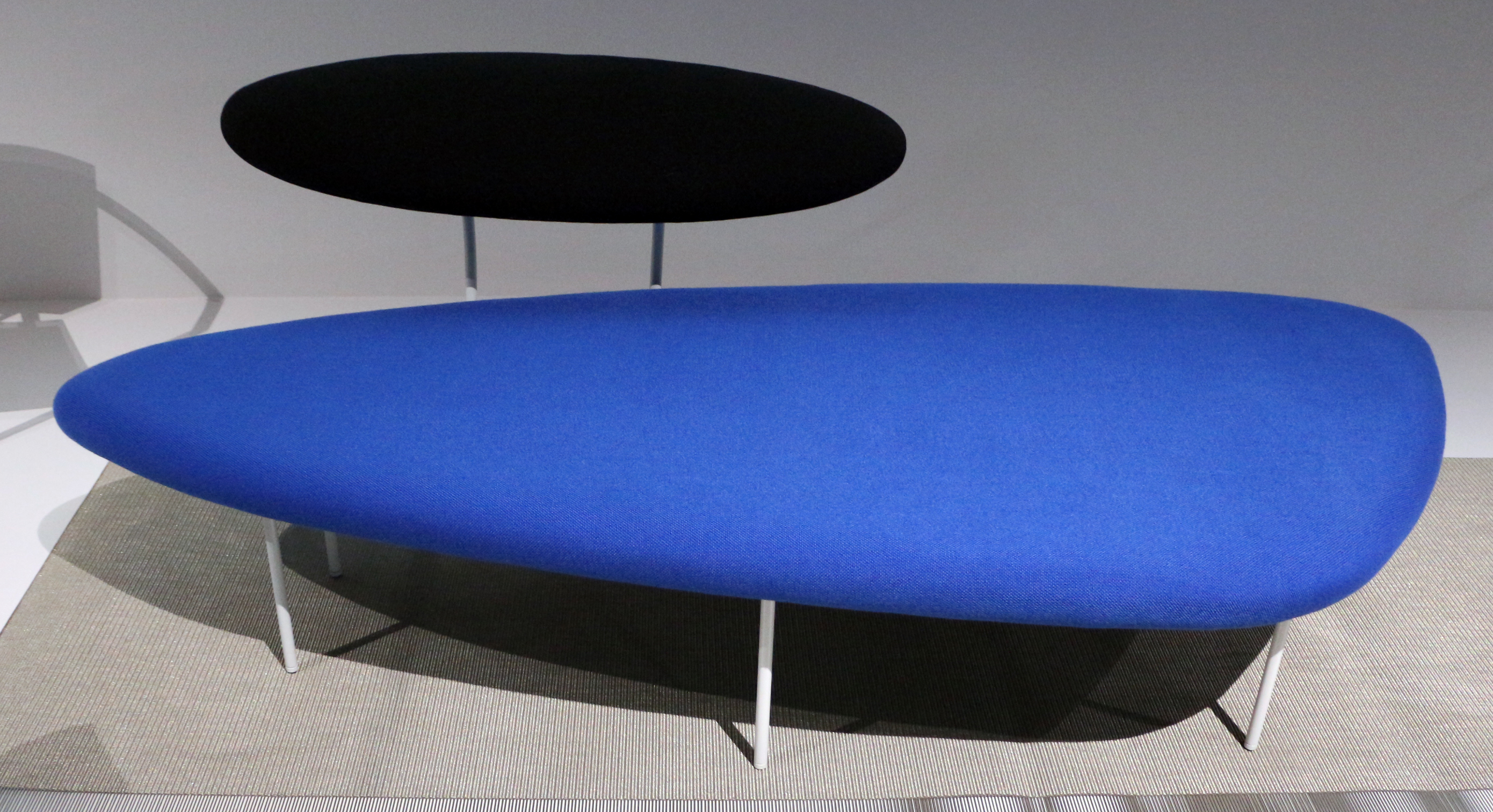
Sofa by Itsuko Hasegawa, Musée national d'art moderne, Paris

- 長谷川逸子 著、土井鷹雄 [ほか] 編『長谷川逸子 : 合理的な骨組と自由な皮膜』18号、同朋舎出版〈現代建築空間と方法〉、1986年1月。OCLC 959709021。
- 『長谷川逸子』鹿島出版会〈現代の建築家〉、1987年4月。ISBN 4306042138。
- 『長谷川逸子』2 (1985-1995)、鹿島出版会〈現代の建築家〉、1997年2月。ISBN 4306043533。
- 『長谷川逸子 : Selected and current works』6号、メイセイ出版〈世界の建築家シリーズ10選〉、1997年8月。ISBN 4938812673。
- 長谷川逸子 (企画・編集)『Process city : New wave of waterfront』港湾空間高度化センター, 新建築社 (発売)。ISBN 9784786901386。OCLC 676112319。
- 『生活の装置 : 私の住宅設計』 095巻、住まいの図書館出版局〈住まい学大系〉、1999年2月。ISBN 4795221391。
- 長谷川逸子『インープログレス = In-progress : 長谷川逸子建築展』ミウラート・ヴィレッジ、松山市、2001年。
- 『長谷川逸子・デザインスタジオ2004 : 長谷川逸子・講演〈プロセスシティー〉』2006年2月。ISBN 4901734156。
- 長谷川逸子『海と自然と建築と』彰国社、2012年。ISBN 9784395022014。OCLC 812534372。
- 『長谷川逸子. Section 3』長谷川逸子・建築計画工房、2015年11月。ISBN 9784306085459。OCLC 928985469。
- 長谷川逸子『長谷川逸子の思考 第1部　アーキペラゴ・システム』左右社、2019年12月。ISBN 9784865282580。
- 長谷川逸子『長谷川逸子の思考 第2部　はらっぱの建築』左右社、2019年12月。ISBN 9784865282597。
- 長谷川逸子『長谷川逸子の思考 第3部　第2の自然』左右社、2019年12月。ISBN 978-4-86528-260-3。
- 長谷川逸子『長谷川逸子の思考 第4部　ガランドウ・生活の装置』左右社、2019年12月。ISBN 978-4-86528-261-0。

### 洋書
- Hasegawa, I.; Stark, U. (1991) (ドイツ語). Architekten - Itsuko Hasegawa. IRB-Literaturauslese. Stuttgart: IRB-Verl
- Hasegawa, I; Perrella, Stephen (1992). Columbia University. Graduate School of Architecture, Planning, and Preservation. ed. Itsuko Hasegawa : architecture as another nature. Columbia architecture planning preservation: Miniseries, 5. New York: Columbia University Graduate School of Architecture. OCLC 28238917
- Hasagawa, Itsuko (1993). “Itsuko Hasegawa”. Architectural monographs (Academy Edition (London), Ernst & Sohn (Berlin)) (31). ISBN 1854902024. ISSN 0141-2191. OCLC 757659345.
- Hasagawa, I.; Dobney, Stephen (1995). Itsuko Hasegawa: selected and current works. The master architect. Series 2. 7. Melbourne, Victoria: Images Pub. Group. ISBN 1875498559. OCLC 226172200
- Hasegawa, I; Aedes Galerie für Architektur und Raum; 新潟市民文化会館; 山梨フルーツ・ミュージアム (1997). Itsuko Hasegawa : Fluktuationene = Fluctuations. Berlin: Kristin Feireiss [et al]
- Hasegawa, I; Graham, Dan (1998). Fluctuation : Itsuko Hasegawa, Pavillions : Dan Graham. OCLC 913338388 展覧会 "Cities on the move" のカタログ。
- Hasegawa, I.; Laurisen, Pera (2000). Island Hopping - Crossover Architecture. Rotterdam: NAi Publishers. ISBN 9056621866. OCLC 461479796
- Hasegawa, I (2004). Fujitsuka, Mitsumasa (写真). “Pesniški stroj družbene in psihološke ekologije : a poetic machine for social and psychological ecology : Itsuko Hasegawa” (スロベニア語). Oris (6):  42-51. ISSN 1331-7571. OCLC 441940146.
- Daniell, Thomas; Hasegawa, I (2016年1月). “Itsuko Hasegawa in conversation with Thomas Daniell”. AA Files (72):  20-39. ISSN 0261-6823. OCLC 6820212112.